# Sherlock Holmes: Die Spur der Erwachten
Sherlock Holmes: Die Spur der Erwachten ist ein 2006 erschienenes Videospiel aus dem Point-and-Click-Adventure-Genre. Das Spiel wurde von Frogwares für Windows entwickelt und von Focus Home Interactive vertrieben. Es ist das dritte Spiel der von Frogwares entwickelten Sherlock-Holmes-Spielereihe, um Arthur Conan Doyles Romanhelden Sherlock Holmes und Dr. Watson, spielt aber zeitlich vor dem zweiten Teil.

## Handlung
London, 1894. Die Stadt scheint vom Verbrechen vollkommen gesäubert, und den großen Meisterdetektiv Holmes plagt die Langeweile. Er nimmt einen scheinbar eher uninteressanten Fall an: Ein Patient Watsons, Captain Stenwick vermisst seinen Diener Baowpa, einen Māori. Holmes beginnt nachzuforschen und kommt zu dem Schluss, dass der Bedienstete gewaltsam entführt wurde. Kein Einzelfall, denn wie Holmes und Watson herausfinden, verschwinden überall auf der Welt scheinbar grund- und wahllos Menschen verschiedener Ethnien. Denken zunächst alle an Flucht, kommt der berühmte Detektiv nach dem Verschwinden weiterer Personen im Hafen von London einem organisierten Menschenhandel auf die Spur, verbunden mit der im Spiel real existierenden Cthulhu-Sekte und ihren seltsamen Bräuchen. Beide Ermittler gelangen an Informationen über eine mysteriöse Anstalt in der Schweiz, in der Geisteskranke behandelt werden – und die offenbar auch als Umschlagplatz für die Verschwundenen sowie wertvolle Juwelen dient.
Ein weiteres Indiz, das sie nach New Orleans in Nordamerika führt, bringt dann mehr Licht ins Dunkel: Die geheimnisvolle Sekte setzte alles daran, die Weltherrschaft an sich zu reißen und die Menschheit zu vernichten. Die beabsichtigte Apokalypse in Form der Heraufbeschwörung eines Leviathans – die Verkörperung des im Ozean ruhenden, todbringenden Gottes Cthulhu – soll in diesen Tagen über die Welt hereinbrechen, so dass Holmes und Watson nur wenig Zeit bleibt, diese aufzuhalten. Zurück in England führt die die Spur zum Ardnamurchan-Leuchtturm an der schottischen Westküste, wo es Holmes und Watson gelingt, den Fall zu lösen.

## Spielprinzip und Technik
Der für Adventures klassische Third-Person-Blickwinkel wurde zu Gunsten der aus Ego-Shootern bekannten 1st-Person-Blickwinkel-Perspektive geändert. Zudem bereisen Holmes und Watson für ihre Verhältnisse exotische Schauplätze wie Europa und Amerika. Das ganze Spiel hinweg spielt man ausschließlich aus der Sicht des Sherlock Holmes, bis auf einige Ausnahmen, in denen man als Dr. Watson agiert, wobei sich dies meist nur auf einfache Botendienste beschränkt. Dabei steuert man in der ursprünglichen Version den Charakter ausschließlich aus der Egoperspektive und befragt auf diese Art und Weise Personen, sammelt und kombiniert Gegenstände und setzt diese auch zu den entsprechenden Zeitpunkten ein. Mehrere Zwischenfragen seitens Holmes, die man aus der Sicht von Watson für ein Fortkommen im Spiel beantworten muss, sollen das Mitdenken des Spielers fördern und ersetzen die aus dem Vorgänger Sherlock Holmes: Das Geheimnis des silbernen Ohrrings bekannte Prüfung am Ende eines jeden Levels, bei der man auf mehrere Fragen mit ja oder nein antworten und dies mit entsprechenden Dokumenten oder Zeugenaussagen belegen musste.

## Produktionsnotizen
Zum Ende des Jahres 2008 veröffentlichte Frogwares die „Sherlock Holmes Trilogie“, die neben Sherlock Holmes: Das Geheimnis der Mumie und Sherlock Holmes: Das Geheimnis des silbernen Ohrrings auch das Spiel Sherlock Holmes: Die Spur der Erwachten Remastered enthielt. Dabei handelt es sich um eine modifizierte Fassung des Originalspiels, das alle bis dato erschienenen Patches beinhaltet sowie viele Neuerungen aus dem fünften Teil der Serie, Sherlock Holmes jagt Jack the Ripper, vorwegnimmt. So kann man nun zum Beispiel zwischen First- und Third-Person-Perspektive wählen und verfügt über ein Hilfesystem, das bei Aktivierung alle möglichen Interaktionen auf dem Bildschirmausschnitt aufzeigt. Auch die Grafik und die Texturen wurden verbessert. 2013 veröffentlichte Big Fish Games, ein Anbieter von Casual Games, eine Version des Spiels für mobile Endgeräte mit dem Betriebssystem iOS.
Sherlock Holmes Erzfeind, Professor James Moriarty, taucht im Spiel auf. Holmes findet während seiner Ermittlungen in der psychiatrischen Anstalt „Schwarzes Edelweiss“ eine Akte, die auf einen geistig stark eingeschränkten Mann verweist, der in einem Fluss aufgegriffen wurde. Dies ist ein indirekter Verweis auf die Kurzgeschichte Das letzte Problem, in der sich Holmes mit Moriarty einen Kampf an den Reichenbachfällen liefert, aus den in den Doyle'schen Erzählungen nur Holmes als Überlebender zurückkehrt, das Ende Moriartys bleibt ungewiss. Im Spiel selbst bringt Holmes den durch den Sturz in die Reichenbachfälle offenbar stark mitgenommenen und nun vor sich hin vegetierenden Moriarty, den er später in der Wäscherei trifft, mit einem Trick dazu, seine nach wie vor rachsüchtige Energie gegen die Wärter einzusetzen, wodurch Holmes die Flucht gelingt.
- Während einer Zugfahrt durch Europa wird Holmes in einer Zwischensequenz von einem Jungen gebeten, einen Rätselkasten zu lösen, was Holmes auch schafft. Später kommt heraus: Bei dem Knaben handelt es sich um den jungen Hercule Poirot, den Romanhelden von Agatha Christie.
- In den verschiedenen Zeitungen, die Holmes während des Spiels für seine Ermittlungen studiert, gibt es u. a. überregionale Meldungen über eine Einbruchsserie in Paris, deren Täter seine Initialen A. L. an den Tatorten zurücklässt. Dies ist ein Verweis auf eine weitere populäre Romanfigur, Meisterdieb Arsène Lupin, mit dem sich Sherlock Holmes im Nachfolgespiel herumschlagen muss.
- Im Spiel tauchen Personen mit den Namen Dr. Gygax und Errol Arneson auf, eine Hommage an die Erfinder von Dungeons & Dragons, Gary Gygax und Dave Arneson.
- Des Weiteren befindet sich in der psychiatrischen Anstalt „Schwarzes Edelweiss“ ein Insasse mit Namen „Montcalfe“. Dies ist eine Hommage an den ersten Teil der Sherlock-Holmes-Reihe in dem besagter Lord Montcalfe eine wichtige Rolle spielt (Schizophrenie).

## Rezeption
Sherlock Holmes: The Awakened erhielt gemischte bis positive Bewertungen. Die Rezensionsdatenbank Metacritic aggregiert 28 Rezensionen zu einem Mittelwert von 72.
Das deutsche Fachmagazin Adventure-Treff stellte heraus, dass das Spiel nur nach Applikation eines Patches vernünftig lauffähig sei. Ohne Patch träten zahlreiche technische Unzulänglichkeiten auf. Das Magazin lobte die „spannende und glaubhafte“ Geschichte, die mit viel Liebe zum Detail gestaltete Grafik und die hohe Rätseldichte und -varietät. Kritisiert wurde neben den technischen Problemen die starke Linearität der Handlung. Von Gamecaptain.de wurde die grundlegendste Änderung, nämlich die Einführung der Egoperspektive, scharf kritisiert, da sie „hier überhaupt nicht funktioniert und für unnötiges Absuchen der Abschnitte und Laufarbeit sorgt.“ Weiterhin heißt es, die Schauplätze seien zwar grafisch in Ordnung und sehr detailliert wiedergegeben, doch sie „sind trist und an Einsamkeit kaum zu überbieten.“ Laut Spieletipps.de sähen die Charaktere recht gut aus, jedoch „[sind] die Animationen [...] zuweilen (...) lächerlich.“ Die detektivische Arbeit komme laut 4Players mit einigen wenigen Fragen und chemischen Analysen zu kurz, da es primär nur um das Auffinden von Personen und Gegenständen gehe, ohne die das Spiel nicht fortfahren kann. Durch die im Gegensatz zum Vorgänger komplett auslaufbaren Schauplätzen wird zudem der Anschein erweckt, man könne sich sehr frei in London bewegen, doch ist die begehbare Welt nur so weit gefasst, wie sie für die Ermittlungen dringend notwendig ist. Dem Gegenüber steht die stimmige Synchronisation und Musikuntermalung, die in allen Tests positiv aufgefallen ist.
Das Fachmagazin Adventure Gamers ordnete Sherlock Holmes: Die Spur der Erwachten 2011 in seiner Liste Top 100 All-Time Adventure Games auf Platz 80 ein.